# Müllers gibbon
Müllers gibbon (Hylobates muelleri) är en däggdjursart som beskrevs av Martin 1841. Hylobates muelleri ingår i släktet Hylobates och familjen Hylobatidae. IUCN kategoriserar arten globalt som starkt hotad.
Inga underarter finns listade i Catalogue of Life. Wilson & Reeder (2005) listar tre underarter.

## Utseende
Arten blir 44 till 63,5 cm lång (huvud och bål) och saknar svans. Den når en vikt mellan 4 och 8 kg. Denna gibbon har en grå till brun päls som är på hjässan och på bröstet mörkare. Förutom könsorganen förekommer inga yttre skillnader mellan hanar och honor.

## Utbredning och habitat
Denna gibbon förekommer på Borneo och saknas där bara i öns södra delar. Arten når i bergstrakter 1700 meter över havet. Där är arten mera sällsynt. Habitatet utgörs av olika slags skogar.

## Ekologi
Hos Müllers gibbon bildar en hona och en hane ett monogamt par. Tillsammans med en eller två ungar bildar de en liten flock. Ibland syns ensamma individer. Liksom andra gibboner kan arten snabb förflytta sig i växtligheten med hjälp av de långa armarna. Den är dagaktiv och letar ungefär 8 till 10 timmar per dag efter föda. Ibland utförs sociala aktiviteter som ömsesidig pälsvård.
Reviret är i genomsnitt 32,4 hektar stort och försvaras av båda vuxna individer. Familjegruppens revir är i Kutai nationalpark ungefär 36 hektar stort. På morgonen sjunger de tillsammans för att visa sitt anspråk. Även de ensam levande individerna sjunger. Födan utgörs främst av mogna frukter samt av några blad och ibland insekter.
Honor kan para sig under alla årstider men de har bara vartannat eller vart tredje år en kull. Efter parningen är honan cirka 7 månader dräktig och sedan föds oftast en enda unge. Ungen diar sin mor upp till två år och den blir könsmogen efter 8 till 9 år. Vid denna tidpunkt lämnar den sina föräldrar. Äldre ungar deltar vanligen i uppfostringen av sina yngre syskon.
Antagligen faller några individer offer för rovfåglar och för större ormar. Livslängden antas vara lika som för andra gibboner.

## Bildgalleri

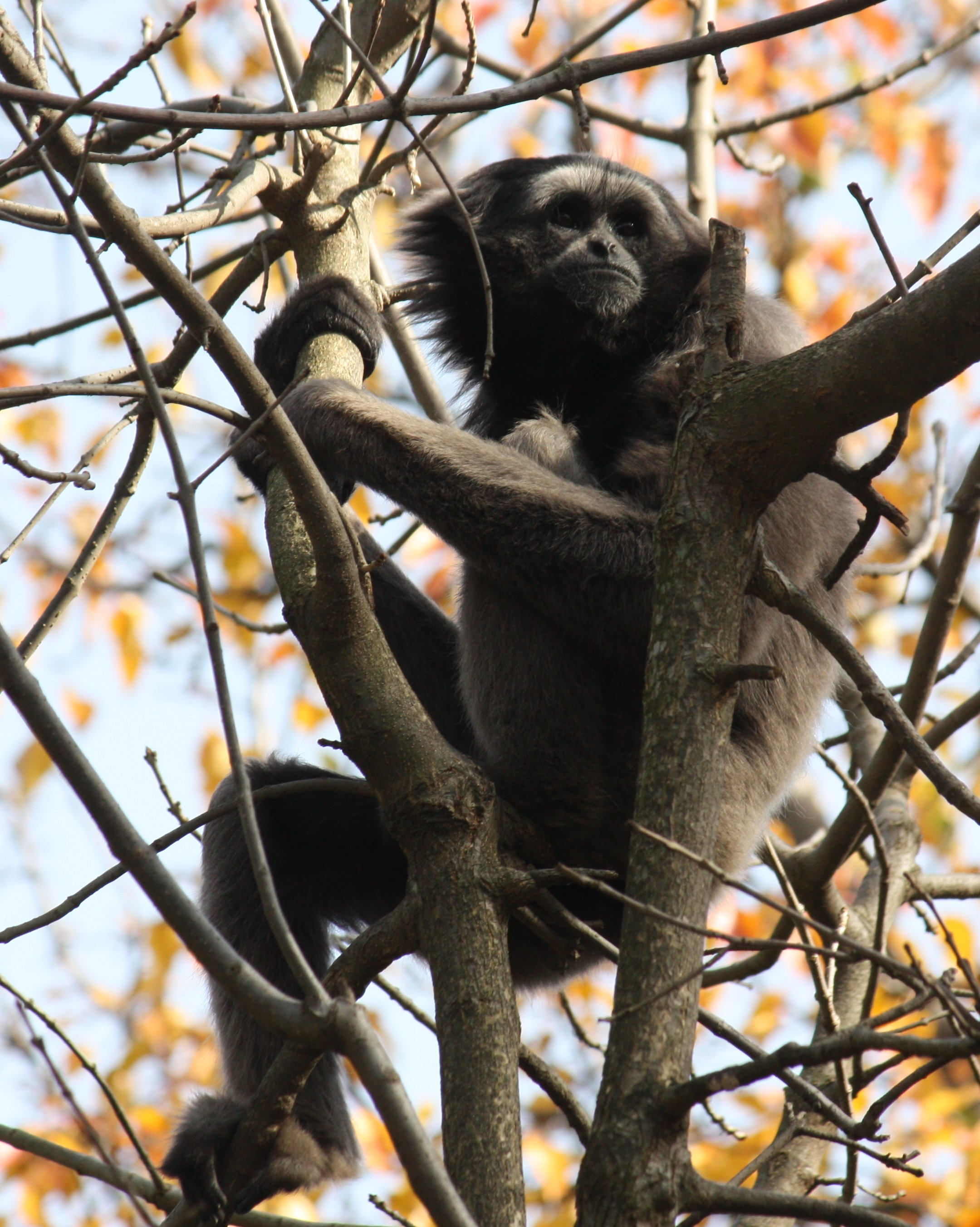
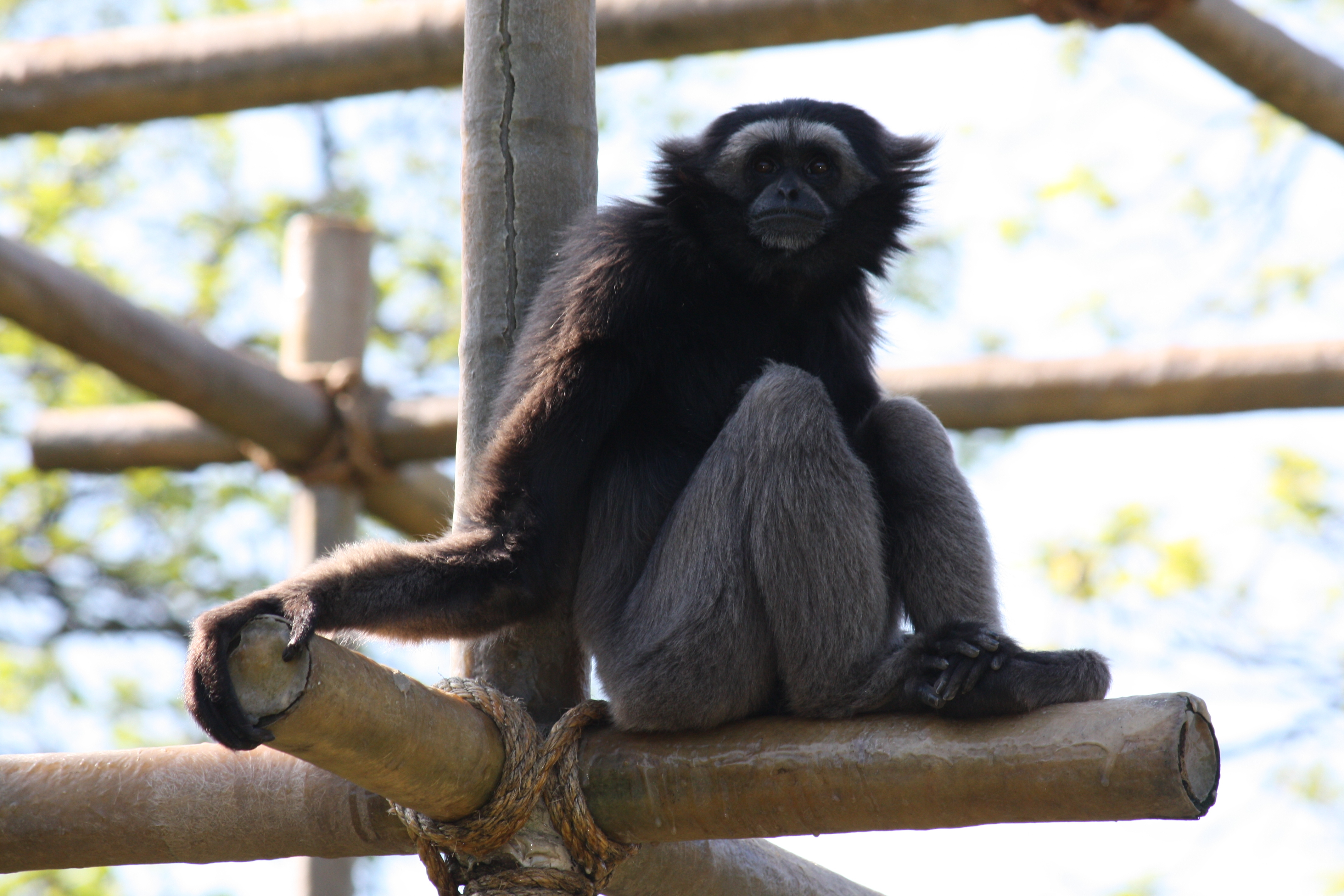
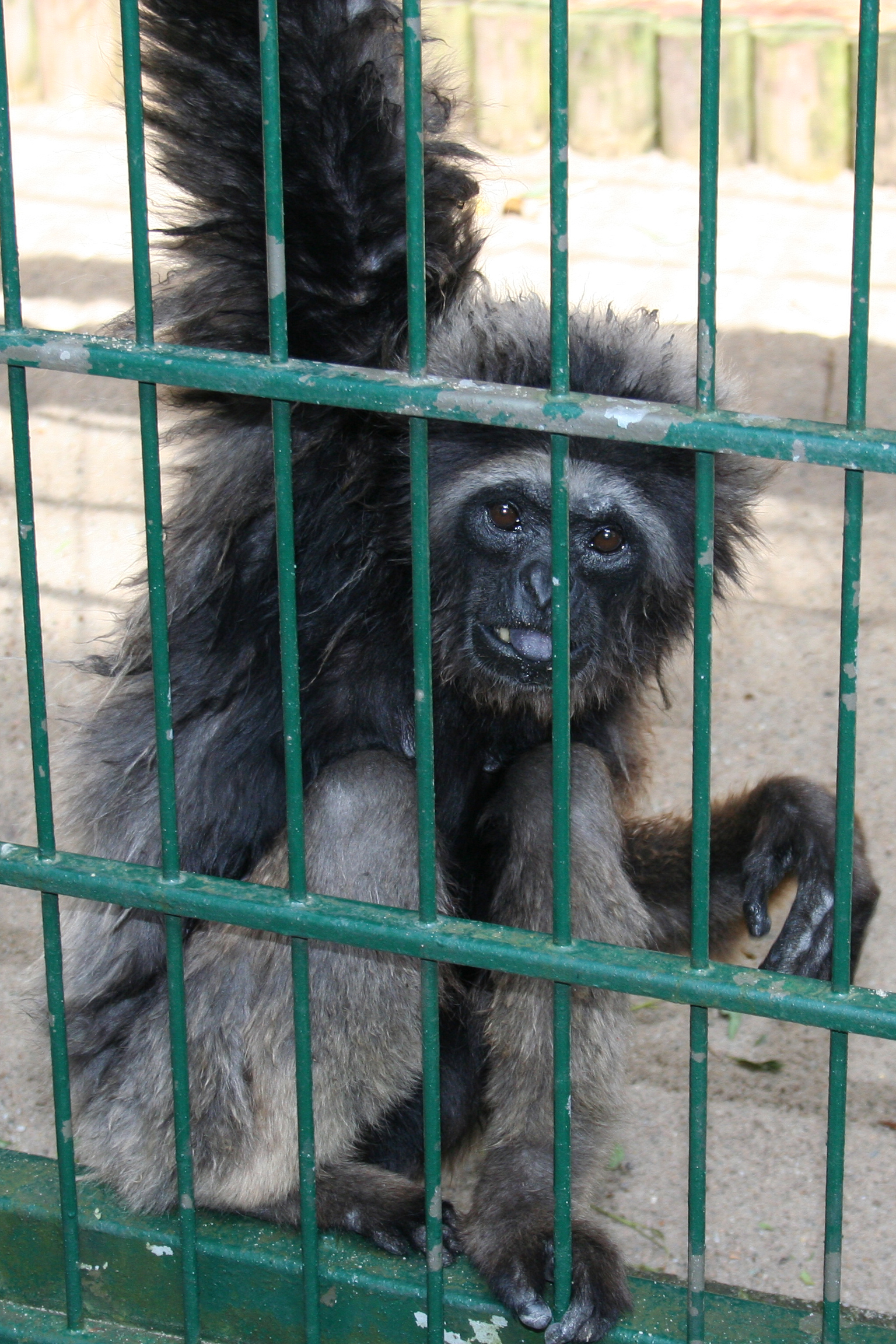
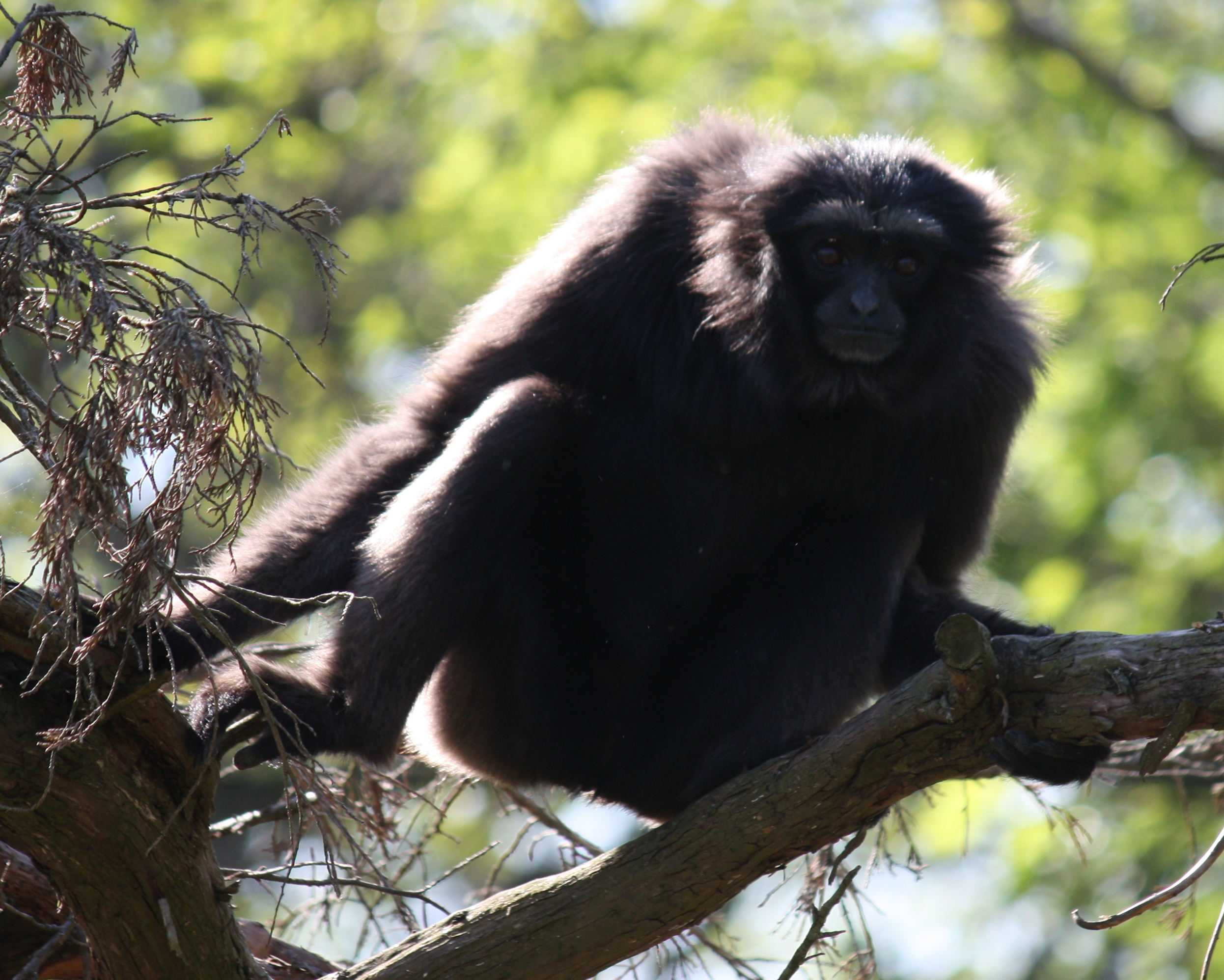